# 縮頭魚虱
縮頭魚虱（學名：Cymothoa exigua），俗名食舌虱或食舌蟲，是一種寄生的等足目生物。

## 形态
縮頭魚虱長約3－4厘米。它們會從墨西哥笛鯛的鰓進入到其體內，依附在舌根中。它們的前爪會抽走舌頭上的血液，使其萎縮。它們會依附在舌頭的肌肉上取而代之。更奇特的是墨西哥笛鯛仍能像使用正常舌頭般使用縮頭魚虱。縮頭魚虱似乎不會對魚的身體造成其他傷害。當縮頭魚虱取代舌頭後，它們一方面會以魚的血液為食，另一方面吸取魚的黏液，並善盡舌頭的功用。這是唯一已知完全取代寄主器官的寄生方式。現時相信縮頭魚虱對人類並沒有危害。

## 分布
Cymothoa屬下有很多物種，但就只有縮頭魚虱是會取代寄主的舌頭。於2005年，在英國發現寄生了縮頭魚虱的魚類，完全超出了一般認為它們的加利福尼亞州的分佈地，有指這是它們向外擴散的可能性，但也有指可能是魚類遭寄生後游到英國海域的。曾有魚類食品業者因為製程疏忽，導致消費者打開鮪魚罐頭時，發現縮頭魚虱的案例。